# Els padrins (pel·lícula de 1990)
Els padrins (títol original: Men of Respect) és una pel·lícula estatunidenca de 1990, una adaptació de l'obra de William Shakespeare, Macbeth. És protagonitzada per John Turturro com a Mike Battaglia, un assassí a sou de la màfia que aconsegueix guanyar poder matant el seu propi cap. Amb les actuacions de Rod Steiger, Stanley Tucci, Dennis Farina i Peter Boyle, i dirigida per William Reilly, no és la primera adaptació de Macbeth a la cultura gángster nord-americana, anteriorment es va fer una pel·lícula anomenada Joe MacBeth (1955). Ha estat doblada al català.

## Argument
Mike Battaglia (John Turturro), un poderós tinent de la família criminal D'Amico, executa un cop a gran escala en contra dels enemics de la família, guanyant d'aquesta forma un ascens a caporegime i el profund respecte del seu cap, el padrí Charlie D'Amico. Malgrat la generositat del Don, Battaglia està molest amb D'Amico per no considerar-ho com el seu successor.

## Repartiment
| Actor              | Personatge       | Personatge equivalent a Macbeth |
| ------------------ | ---------------- | ------------------------------- |
| John Turturro      | Mike Battaglia   | Macbeth                         |
| Katherine Borowitz | Ruthie Battaglia | Lady Macbeth                    |
| Dennis Farina      | Bankie Como      | Banquo                          |
| Peter Boyle        | Matt Duffy       | MacDuff                         |
| Rod Steiger        | Charlie D'Amico  | Rei Duncan                      |
| Stanley Tucci      | Mal              | Malcom                          |
| Carl Capotorto     | Don              | Donaldbain                      |
| Michael Badalucco  | Sal              | Seyton                          |
| Robert Modica      | Carmello Rossi   | Ross                            |
| David Thornton     | Philly Com       | Fleance                         |
| Dan Grimaldi       | Carmine          | Caithness                       |
| Joseph Carberry    | Leonetti         | Lennox                          |
| Richard Petrocelli | Artie            | Angus                           |
| Edward Gallardo    | Manuel           | Menteith                        |
| Joseph Ragno       | Padrí Ricci      | Siward                          |